# Îles du détroit de Torrès
Ne pas confondre avec les îles Torrès du Vanuatu.
Les îles du détroit de Torrès sont un groupe de plus de 200 petites îles situées en mer de Corail, dans le détroit de Torrès qui sépare la péninsule du Cap York (Nord de l'Australie) de l'île de Nouvelle-Guinée. La plupart de ces îles font partie du Queensland, un des États australiens mais avec un statut spécial pour les droits de terre de la population mélanésienne et sont administrées par la Torres Strait Regional Authority (en). Quelques-unes des îles appartiennent néanmoins à la Papouasie-Nouvelle-Guinée, et font partie de la province de l'Ouest. La capitale de cette province, Daru, se situe d'ailleurs sur une île du détroit.

## Histoire
C'est à l'île Possession (en) que James Cook proclama pour la première fois la souveraineté britannique sur la partie orientale de l'Australie en 1770.
La London Missionary Society envoya une mission dirigée par le Révérend Samuel Macfarlane qui arriva sur  l'île Erub (en) le premier juillet 1871. Cet évènement est appelé par les indigènes du détroit « The Coming of the Light » (« La venue de la lumière ») et son souvenir est célébré tous les ans par l'ensemble des communautés du détroit le premier juillet. Les îles furent annexées en 1879 par le Queensland et devinrent par la suite partie de la colonie britannique du Queensland bien que certaines soient situées à proximité des côtes de la Nouvelle-Guinée.
En 1888-1889 les îles furent visitées par les membres de la Cambridge Anthropological Expedition.
La proximité de la colonie du Territoire de Papouasie et Nouvelle-Guinée posa un problème au cours du processus menant à son indépendance en 1975 sous le nom de Papouasie-Nouvelle-Guinée. Les indigènes du détroit insistèrent sur l'appartenance des îles à l'Australie mais le gouvernement papouan s'opposa au contrôle complet de l'Australie sur les eaux du détroit.
Un accord fut finalement trouvé statuant que les îles et leurs habitants resteraient sous souveraineté australienne mais que la frontière entre les deux pays courrait au milieu du détroit. En pratique les deux gouvernements coopèrent étroitement en ce qui concerne la gestion des ressources du détroit.
En 1982, Eddie Mabo et quatre autres indigènes des îles originaires de l'île Mer entamèrent une procédure légale pour faire reconnaître leurs propriétés sur leur territoire. Mabo ayant été le premier plaignant nommé l'affaire devint connue sous le nom de Mabo case. En 1992, après deux ans d'auditions auprès de la cour suprême du Queensland et devant la Haute Cour d'Australie, celle-ci conclut que le peuple Mer était propriétaire de ses terres avant l'annexion par le Queensland.
Ce jugement allait à l'encontre du principe de terra nullius longtemps utilisé en Australie qui statuait que les peuples natifs d'Australie ne disposaient pas de droits particuliers sur les terres qu'ils habitaient avant la colonisation. Cette affaire fit jurisprudence et fut important dans le combat mené par les aborigènes d'Australie et les indigènes du Détroit pour la reconnaissance de leurs droits.
Le premier juillet 1994 la Torres Strait Regional Authority (en) (TSRA), une agence gouvernementale australienne a été mise en place afin de  gérer au niveau local la vie des communautés des îles du détroit ainsi que deux communautés d'îliens établis dans le cap York.

## Géographie

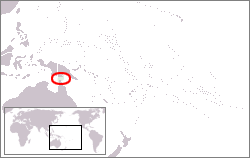
Localisation du détroit de Torrès.

Les îles sont dispersées sur une surface de 45 000 km². La largeur du détroit au point le plus étroit est d'environ 150 km, les îles s'étendent de 200 à 300 km à l'est comme à l'ouest autour de cette ligne. Elles sont au nombre de 274, dont 16 sont habitées en 2009.
Le détroit de Torrès est un ancien isthme qui réunissait l'actuel continent australien et la Nouvelle-Guinée, l'ensemble de ces terres étant appelé le Sahul. Ce pont terrestre a été submergé il y a environ 8000 ans formant le détroit actuel qui relie la mer d'Arafura et la mer de Corail. Beaucoup des îles actuelles du détroit sont d'anciennes éminences de l'isthme qui n'ont pas été submergées lors de la montée de l'océan. 
Les îles ainsi que les eaux et les récifs les entourant abritent un riche écosystème comprenant plusieurs espèces endémiques. Parmi les animaux marins présents à proximité des îles on compte le dugong, la tortue verte, la tortue imbriquée et la tortue à dos plat. On y trouve aussi le carpophage blanc (Ducula bicolor), un oiseau qui est devenu le symbole des îles.
Les Îles du détroit de Torrès peuvent être divisées en cinq groupes selon des critères géographiques et morphologiques.

### Top Western islands
Les îles de ce groupe se situent à proximité immédiate des côtes néo-guinéennes, la plus proche se trouvant à seulement 4 km de la Papouasie. L'île Saibai (l'une des plus grandes du détroit) et celle de Boigu sont basses et ont été formées par l'accumulation de sédiments provenant des cours d'eau de Nouvelle-Guinée qui se sont déposés en mer sur les plates-formes de corail. Leur végétation consiste surtout en mangrove et elles sont souvent inondées.
L'autre île principale de ce groupe est l'île Dauan (en), plus petite et constituée de collines de granite escarpées

### Near Western islands
Les îles de ce groupe sont toutes situées au sud du milieu du détroit et sont principalement constituées de collines de granite et on y trouve des affleurements de basalte. Moa est la seconde île du détroit en superficie et sa voisine Badu est légèrement plus petite et recouverte de mangrove. Les autres îles importantes de ce groupe sont Mabuiag (en), Pulu et plus à l'est Naghir.

### Inner islands
Ce groupe, aussi connu sous le nom de Thursday Island group est plus proche de la péninsule de York et leur topographie et histoire géologique comportent beaucoup de ressemblances. L'île du Prince-de-Galles est la plus grande du détroit et forme le centre de ce groupe d'îles proches. L'île Thursday bien plus petite est le centre administratif de la région et la plus peuplée de toutes. On y trouve aussi l'île Dumaralug de petite taille et située au sud de l'île du Prince-de-Galles. Plusieurs de ces îles ont des sources d'eau fraîche permanentes et certaines ont été prospectées en raison de leurs ressources aurifères à la fin du XXe siècle et au début du XIXe. En raison de leur proximité avec le continent elles ont aussi servi de centres pour la collecte de perle et la pêche. Sur l'île Horn se trouve l'aéroport régional. L'île Hammong est l'autre île du groupe comptant des habitants permanents. L'île Possession est connue pour avoir été le lieu de débarquement de James Cook en 1770. Moa située dans les Near Western islands fait culturellement partie de ces îles.

### Central islands
Ce groupe est formé d'îles plus dispersées et situées au milieu du détroit, il comporte beaucoup de cayes de sable entourées de barrières de corail similaires à la Grande Barrière de corail voisine. Les îles du groupe situées le plus au nord (Iama, Two Brothers) sont par contre hautes et constituées d'affleurement basaltiques. Les cayes telles que Poruma, Warraber et Masig font généralement moins de 3 km de long et 800 m de large et connaissent des problèmes d'infiltration d'eau salée.

### Eastern islands
Les îles de ce groupe (principalement l'île Murray, Dauar et Waier, ainsi que l'île Darnley et l'île Stephen plus au nord) ont été formées différemment des autres. Elles ont une origine volcanique remontant au Pléistocène. De ce fait leurs sols sont composés d'une riche terre fertile recouverte d'une végétation épaisse. La partie orientale de ce groupe est située à moins de 20 km de la Grande Barrière de corail.

## Environnement
En 2019, des indigènes vivant sur les îles du détroit de Torrès déposent une plainte auprès du Comité des droits de l'homme  de l’ONU en accusant le gouvernement australien d’inaction dans la lutte contre le réchauffement climatique, qui affectera leurs conditions de vie.

## Administration
La zone d'administration locale à laquelle se rattachent les îles australiennes du détroit de Torrès est le Shire of Torres (en) (comté de Torrès), qui fait partie du Queensland. En plus des îles, il s'étend aussi sur l'extrémité nord de la péninsule du cap York.  Il coïncide géographiquement avec la Torres Strait Island Region (en) (TSRA), région insulaire du détroit de Torrès.
De plus, la TSRA est chargée de favoriser le développement des îles. Elle est dirigée par un ensemble de 20 représentants élus issus des communautés d'Indigènes du Détroit et d'Aborigènes d'Australie résidant dans la région du détroit. Il y a un représentant par communauté. L'institution dépend du Département des familles, des services communautaires et des affaires indigènes (Department of Families, Community Services and Indigenous Affairs) du gouvernement australien.
Le centre administratif des îles est la localité de Thursday Island sur l'île Thursday.

## Démographie
Les Indigènes du détroit de Torrès, population originelle des îles sont des mélanésiens culturellement proches des populations de la côte papoue et sont de ce fait distincts des aborigènes d'Australie. Il existe deux communautés de cette population sur la côte du Queensland, à Bamaga et à Seisia.
Au recensement de 2016, la partie australienne des îles comptait 4 514 habitants dont 91,8 % étaient des Indigènes du détroit ou des Aborigènes d'Australie. La population est en déclin, le recensement de 2002 ayant compté 8 089 habitants dont 6 214 Indigènes du détroit ou Aborigènes d'Australie. 
Deux langues autochtones y sont parlées, le kala lagaw ya et le meriam mir. Le créole du détroit de Torrès à base anglaise est parlé également sur les côtes voisines de Papouasie et du Queensland sert de langue véhiculaire ; il est proche du tok pisin, créole utilisé dans toute la Papouasie-Nouvelle-Guinée.